# Spider-Man 2: The Sinister Six
Spider-Man 2: The Sinister Six (o Spider-Man 2: Enter the Sinister Six in Europa) è un videogioco platform del 2001 basato sul personaggio della Marvel Comics Spider-Man. È stato sviluppato da Torus Games e pubblicato da Activision per Game Boy Color. Il gioco è uscito il 18 maggio 2001. È un sequel del videogioco Spider-Man (2000) nella versione per Game Boy Color.
Un sequel canonico del primo gioco, Spider-Man 2: Enter Electro, è stato infine pubblicato il 19 ottobre 2001 come esclusiva PlayStation, seguito da un sequel autonomo, Spider-Man: Mysterio's Menace, pubblicato il 19 settembre 2001 per Game Boy Advance.

## Trama
La trama del gioco ruota attorno al rapimento di zia May e agli sforzi di Spider-Man per salvarla dal gruppo di cattivi che si fanno chiamare i Sinistri Sei: Mysterio, Uomo Sabbia, Avvoltoio, Scorpion, Kraven e la mente dei piani del gruppo, il Dottor Octopus.
Il Dr. Otto Octavius tiene una riunione dei Sinistri Sei durante la sequenza dei titoli di testa del gioco. Spiegando il suo complotto, Octavius prima istruisce i membri dei Sei a dare la caccia a Peter Parker, il fotografo di Spider-Man, per inviare un messaggio al loro nemico comune. Dopo aver raggiunto la casa Parker, Uomo Sabbia e lo Scorpione si rendono conto che Peter non è a casa. Al posto di Peter, la coppia rapisce la zia di Peter, May Parker, e lascia un messaggio per Peter, ordinandogli di "dire a Spidey di andare al molo di Coney Island".
Spider-Man combatte una varietà di nemici che pattugliano le fogne e le attrazioni del carnevale della zona prima di incontrare Mysterio e un certo numero di suoi duplicati olografici. Dopo la sua sconfitta, Mysterio scompare mentre schernisce allegramente Spider-Man per averlo distratto dal suo compito originale di dirigersi verso il molo. Spider-Man si dirige quindi verso il molo, combattendo diversi nemici ed essendo costretto a cercare una chiave, che uno dei teppisti nelle vicinanze possiede. Dopo una breve battaglia con l'Uomo Sabbia, il criminale borbotta qualcosa sul fatto che l'Avvoltoio si trovi al World Trade Center prima di svenire.
Al World Trade Center, Spider-Man deve sbloccare una serie di porte per accedere ai tetti delle Torri Gemelle. Dopo aver raggiunto l'esterno del complesso, Spider-Man viene attaccato dall'Avvoltoio, che lascia cadere un indizio che conduce al Madison Square Garden.
Seguendo l'indizio, Spider-Man combatte contro Scorpion nell'enorme arena, che dice a Peter di dirigersi verso Central Park per la sua prossima sfida. Sotto la copertura di un enorme temporale, Spider-Man si spinge attraverso le mostre dello zoo e altri scagnozzi, arrivando infine a Kraven il Cacciatore. Mai uno che si tira indietro di fronte a una sfida, lo sportivo si impegna in una feroce battaglia con Spider-Man, caricandolo con la sua lancia e lanciando una varietà di coltelli. Rimpiangendo il rapimento perché privo di onore, Kraven riconosce l'abilità di combattimento del suo nemico e lo indirizza ad andare all'Empire State University per la sua sesta e ultima sfida.
Nella penultima fase del gioco, il giocatore deve avanzare attraverso il campus ESU, intrufolandosi nelle aule e nelle aule per raggiungere il Dr. Octopus. Tra vasche ribollenti di liquido verde ed enormi pezzi di macchinari, Spider-Man sconfigge il Dottor Octopus. Con l'intero complesso che trema a causa della battaglia, il leader dei Sinistri Sei cade a terra, giurando che un giorno sarà vittorioso. Nell'epilogo, Peter pensa di procurare a zia May un indirizzo non elencato dopo averla accompagnata a casa sana e salva.

## Modalità di gioco
Il giocatore controlla Spider-Man attraverso sei livelli a scorrimento laterale, combattendo teppisti e servitori minori fino a sconfiggere i cattivi in un combattimento con un boss alla fine di ogni livello. Durante il gioco, Spider-Man è in grado di saltare, prendere a pugni, calciare, arrampicarsi sui muri e usare i suoi spara-ragnatele per far oscillare le ragnatele o stordire temporaneamente i nemici. Ogni livello prevede il completamento di un obiettivo secondario prima di consentire al giocatore di accedere all'incontro con il boss del livello, come trovare le chiavi per sbloccare le porte o cercare nemici specifici che ostacolano i progressi del giocatore.

## Accoglienza
| Testata                            | Giudizio |
| ---------------------------------- | -------- |
| GameRankings (media al 17-05-2019) | 70.29%   |
| AllGame                            | 3.5/5    |
| GamePro                            | 4.5/5    |
| GameSpot                           | 6.6/10   |
| IGN                                | 9/10     |

Spider-Man 2: The Sinister Six ha ricevuto recensioni da miste a positive dalla critica, con un punteggio del 70% sull'aggregatore GameRankings.
Secondo AllGame, il gioco offre lievi miglioramenti rispetto al suo predecessore, Spider-Man (2000) per Game Boy Color, pur mantenendo la formula vincente. Pur riprendendo elementi grafici dal precedente titolo, questo sequel presenta animazioni più raffinate. Rivolto sia ai fan dell'originale che ai nuovi giocatori, Spider-Man 2: The Sinister Six offre un'esperienza simile al gioco del 2000 sviluppato da Vicarious Visions. GamePro ha elogiato la grafica per la sua vivace tavolozza di colori primari in stile fumetto e per gli effetti sonori "scritti" con i balloon. La musica è stata considerata standard per Game Boy, ma il sistema di controllo ben progettato e la presenza di enigmi lo rendevano un titolo consigliato agli appassionati di Spider-Man.
GameSpot ha notato che, nonostante lo sviluppo fosse stato affidato a Torus Games, il gioco non si discosta significativamente dal capitolo precedente, sebbene presenti piccoli miglioramenti al gameplay, alla grafica e al level design. Tuttavia, ha apprezzato la sua minore linearità rispetto al primo capitolo, grazie alla maggiore disponibilità di percorsi alternativi e alla maggiore libertà di esplorazione dei livelli. Pur non essendo il titolo più complesso, il gioco cattura efficacemente lo spirito del mito di Spider-Man. IGN ha criticato la musica poco entusiasmante e la storia tradizionale dei fumetti, ma ha riconosciuto il gioco come uno dei migliori platform su GBC, definendolo un degno capitolo conclusivo della saga di Spider-Man su Game Boy Color e un ottimo punto di partenza per l'offerta su Game Boy Advance.